# Статампер (одиниця вимірювання)
Статампе́р (англ. statampere) — одиниця вимірювання сили електричного струму в абсолютній електростатичній системі одиниць СГСЕ та гаусовій системі одиниць:278. 1 статампер — це така сила електричного струму, за якої за 1 секунду через поперечний переріз провідника проходить електричний заряд в 1 статкулон. Позначення: міжнародне — statA, українське — статА.
Зв'язок з одиницями Міжнародної системи одиниць (SI): 1 статА ≈ 3,335641×10−10 А.
Назва статампер є скороченим варіантом від назви абстатампер (англ. abstatampere), де ідея полягає в тому, що префікс абстат (abstat) означає «абсолютний електростатичний» (англ. absolute electrostatic) і стосується абсолютної системи одиниць СГСЕ (CGS-ESU, electrostatic cgs)
1 статА — це дуже маленька одиниця вимірювання, тому в практиці малопридатна для використання і практично не використовувалася.

## Виноски
1. ↑   Досить тривалий час одиниці СГСЕ та СГСМ не мали спеціальних назв; можна було б просто сказати, наприклад, «одиниця опору СГСЕ». У 1903 році А. Е. Кеннеллі запропонував будувати назви одиниць СГСМ шляхом додавання до назви відповідної «практичної одиниці» префікса «ab-» (скорочення від «absolute», що дає назви «абом», «абвольт», «абампер» тощо), і щоб назви одиниць СГСЕ аналогічно отримувати за допомогою префікса «abstat-» , який згодом було скорочено до «stat-», (що дало «статом», «статвольт», «статампер» тощо)[3]:534–5. Ця система назв використовувалася у США, але не знайшла застосування в Європі[4]